# Bologna Football Club 1974-1975
Questa voce raccoglie le informazioni riguardanti il Bologna Football Club nelle competizioni ufficiali della stagione 1974-1975.

## Stagione
Il Bologna della stagione 1974-1975, rinforzatosi in estate con lo stopper Mauro Bellugi, si classificò al settimo posto nel campionato di Serie A con 32 punti. Lo scudetto è stato vinto dalla Juventus con 43 punti davanti al Napoli secondo con 41 punti. Sono retrocessi il L.R. Vicenza con 21 punti, la Ternana con 19 punti ed il Varese con 17 punti.
Con 18 reti il miglior marcatore stagionale rossoblù è risultato ancora Beppe Savoldi di cui 15 in campionato e 3 nel doppio confronto di Coppa delle Coppe. In Coppa Italia quale detentore del trofeo il Bologna ha saltato il primo turno di qualificazione ed è stato qualificato d'ufficio al girone di semifinale B, dove è giunto quarto ed ultimo dietro a Milan (qualificato per la finale dove fu sconfitto dalla Fiorentina), Juventus e Inter.
Nella Coppa delle Coppe la squadra felsinea si è fermata ai sedicesimi di finale per opera del Gwardia Varsavia, dopo che le gare di andata e ritorno sono terminate sul punteggio di (2-1) per la squadra di casa, si sono resi necessari i tiri di rigore che hanno qualificato per gli ottavi di finale la squadra polacca.

## Divise
| Casa | Trasferta | 1ª portiere | 2ª portiere |

## Rosa

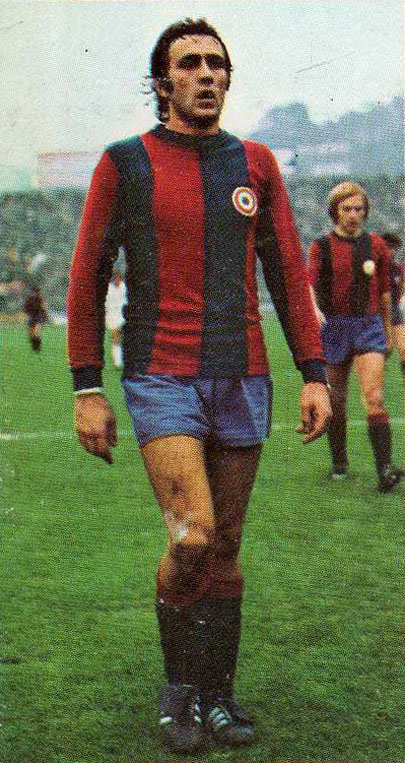
Lo stopper Mauro Bellugi, neoacquisto della stagione.

| N. |                   | Ruolo | Calciatore          |
| -- | ----------------- | ----- | ------------------- |
|    | Italia (bandiera) | P     | Sergio Buso         |
|    | Italia (bandiera) | P     | Amos Adani          |
|    | Italia (bandiera) | P     | Antonino Elefante   |
|    | Italia (bandiera) | D     | Tazio Roversi       |
|    | Italia (bandiera) | D     | Franco Cresci       |
|    | Italia (bandiera) | D     | Franco Battisodo    |
|    | Italia (bandiera) | D     | Mauro Bellugi       |
|    | Italia (bandiera) | D     | Angelo Rimbano      |
|    | Italia (bandiera) | D     | Vittorio Caporale   |
|    | Italia (bandiera) | C     | Carlo Trevisanello  |
|    | Italia (bandiera) | C     | Lionello Massimelli |
|    | Italia (bandiera) | C     | Franco Colomba      |

| N. |                   | Ruolo | Calciatore                  |
| -- | ----------------- | ----- | --------------------------- |
|    | Italia (bandiera) | C     | Giacomo Bulgarelli          |
|    | Italia (bandiera) | C     | Eraldo Pecci                |
|    | Italia (bandiera) | C     | Adelmo Paris                |
|    | Italia (bandiera) | C     | Claudio Maselli             |
|    | Italia (bandiera) | C     | Mario Brugnera              |
|    | Italia (bandiera) | C     | Ivan Gregori                |
|    | Italia (bandiera) | C     | Pietro Ghetti               |
|    | Italia (bandiera) | A     | Giuliano Fiorini            |
|    | Italia (bandiera) | A     | Giuseppe Savoldi (capitano) |
|    | Italia (bandiera) | A     | Roberto Vieri               |
|    | Italia (bandiera) | A     | Giorgio Ferrara             |
|    | Italia (bandiera) | A     | Fausto Landini              |

## Risultati

### Serie A

#### Girone di andata
| Arbitro: | R. Lattanzi (Roma) |

|                        |           |              |
| Savoldi 21’ Cresci 72’ | Marcatori | 22’ Anastasi |

| Arbitro: | Menegali (Roma) |

|             |           |  |
| Casarsa 60’ | Marcatori |  |

| Arbitro: | Casarin (Milano) |

|                    |           |  |
| Savoldi 40’ (rig.) | Marcatori |  |

| Arbitro: | Agnolin (Bassano del Grappa) |

|          |           |                |
| Moro 61’ | Marcatori | 19’ Massimelli |

| Arbitro: | Mascali (Desenzano del Garda) |

|                         |           |  |
| Landini 72’ Savoldi 86’ | Marcatori |  |

| Arbitro: | Serafino (Roma) |

|  |           |             |
|  | Marcatori | 84’ Savoldi |

| Arbitro: | Lattanzi (Roma) |

|             |           |                              |
| Landini 89’ | Marcatori | 10’ Graziani 56’, 70’ Pulici |

| Arbitro: | Levrero (Genova) |

|             |           |              |
| Savoldi 10’ | Marcatori | 81’ Masiello |

| Arbitro: | Mascali (Desenzano del Garda) |

|              |           |  |
| Franzoni 61’ | Marcatori |  |

| Arbitro: | Menicucci (Firenze) |

|                  |           |               |
| Mayer 76’ (aut.) | Marcatori | 51’ Valmassoi |

| Arbitro: | Gonella (Torino) |

|                                   |           |  |
| Rivera 29’ Biasiolo 49’ Bigon 55’ | Marcatori |  |

| Arbitro: | Moretto (San Donà di Piave) |

|                       |           |                              |
| Ghetti 9’ Savoldi 65’ | Marcatori | 70’ Maraschi 85’ Magistrelli |

| Arbitro: | Barbaresco (Cormons) |

|             |           |                             |
| Zandoli 54’ | Marcatori | 5’ Landini 40’, 84’ Savoldi |

| Arbitro: | Ciacci (Firenze) |

|                    |           |  |
| Savoldi 65’ (rig.) | Marcatori |  |

| Arbitro: | Michelotti (Parma) |

|                       |           |                              |
| Urban 50’ (rig.), 59’ | Marcatori | 24’ (rig.) Savoldi 57’ Pecci |

#### Girone di ritorno
| Torino 2 febbraio 1975 16ª giornata | Juventus         | 0 – 0 | Bologna | Stadio Comunale\| Arbitro: \| Casarin (Milano) \| |
| Arbitro:                            | Casarin (Milano) |       |         |                                                   |

| Arbitro: | Gonella |

|             |           |  |
| Savoldi 74’ | Marcatori |  |

| Arbitro: | Gussoni (Tradate) |

|                |           |            |
| Prati 32’, 59’ | Marcatori | 66’ Ghetti |

| Arbitro: | Menegali (Roma) |

|                       |           |                |
| Savoldi 9’ Cresci 21’ | Marcatori | 23’ S. Mazzola |

| Arbitro: | Ciulli (Roma) |

|              |           |                    |
| Niccolai 79’ | Marcatori | 43’ (rig.) Savoldi |

| Arbitro: | Benedetti (Roma) |

|             |           |             |
| Savoldi 89’ | Marcatori | 21’ Galuppi |

| Arbitro: | Agnolin (Bassano del Grappa) |

|                      |           |                              |
| Pulici 12’, 50’, 56’ | Marcatori | 32’ Savoldi 74’, 83’ Landini |

| Terni 23 marzo 1975 23ª giornata | Ternana          | 0 – 0 | Bologna | Stadio Libero Liberati\| Arbitro: \| Casarin (Milano) \| |
| Arbitro:                         | Casarin (Milano) |       |         |                                                          |

| Arbitro: | Gonella (Torino) |

|                  |           |                                 |
| Wilson 3’ (aut.) | Marcatori | 9’ Chinaglia 52’ (aut.) Bellugi |

| Arbitro: | Schena (Foggia) |

|            |           |                                                           |
| Libera 78’ | Marcatori | 8’ (aut.) Dal Fiume 77’ Bulgarelli 82’ Cresci 87’ Landini |

| Bologna 13 aprile 1975 26ª giornata | Bologna             | 0 – 0 | Milan | Stadio Comunale\| Arbitro: \| Panzino (Catanzaro) \| |
| Arbitro:                            | Panzino (Catanzaro) |       |       |                                                      |

| Arbitro: | Ciacci (Firenze) |

|              |           |  |
| Maraschi 68’ | Marcatori |  |

| Arbitro: | Menicucci (Firenze) |

|             |           |           |
| Ferrara 12’ | Marcatori | 6’ Perico |

| Arbitro: | Casarin (Milano) |

|             |           |  |
| Clerici 12’ | Marcatori |  |

| Arbitro: | Frasso (Capua) |

|                                          |           |                            |
| Trevisanello 17’ Fiorini 32’ Colomba 74’ | Marcatori | 51’ Bertarelli 81’ Rognoni |

### Coppa Italia

#### Girone B di semifinale
| Arbitro: | Menegali (Roma) |

|  |           |                                                   |
|  | Marcatori | 9’, 45’, 81’ Anastasi 10’ (aut.) Cresci 75’ Viola |

| Arbitro: | Ciacci (Firenze) |

|         |           |  |
| Calloni | Marcatori |  |

| Bologna 12 giugno 1975 3ª giornata | Bologna           | 0 – 0 | Inter | Stadio Comunale\| Arbitro: \| Andreoli (Padova) \| |
| Arbitro:                           | Andreoli (Padova) |       |       |                                                    |

| Arbitro: | Bergamo (Livorno) |

|             |           |  |
| Bettega 60’ | Marcatori |  |

| Arbitro: | Ciulli (Roma) |

|                |           |                                            |
| Massimelli 33’ | Marcatori | 35’, 71’ Calloni 58’ Biasiolo 80’ Chiarugi |

| Arbitro: | Celli (Trieste) |

|  |           |             |
|  | Marcatori | 85’ Ferrara |

### Coppa delle Coppe
| Arbitro: | Biwersi |

|                             |           |             |
| Sroka 49’ (rig.) Kraska 80’ | Marcatori | 44’ Savoldi |

| Arbitro: | Linemayr |

|                                   |                      |                                             |
| Savoldi 8’, 44’                   | Marcatori            | 20’ Terleski                                |
| Battisodo Pecci Massimelli Ghetti | Tiri di rigore 3 – 5 | Małkiewicz Dawidczyński Siedziewski Polaków |

## Statistiche

### Statistiche di squadra
| Competizione      | Punti | In casa | In casa | In casa | In casa | In casa | In casa | In trasferta | In trasferta | In trasferta | In trasferta | In trasferta | In trasferta | Totale | Totale | Totale | Totale | Totale | Totale | DR |
| Competizione      | Punti | G       | V       | N       | P       | Gf      | Gs      | G            | V            | N            | P            | Gf           | Gs           | G      | V      | N      | P      | Gf     | Gs     | DR |
| ----------------- | ----- | ------- | ------- | ------- | ------- | ------- | ------- | ------------ | ------------ | ------------ | ------------ | ------------ | ------------ | ------ | ------ | ------ | ------ | ------ | ------ | -- |
| Serie A           | 32    | 15      | 7       | 6       | 2       | 20      | 15      | 15           | 3            | 6            | 6            | 16           | 18           | 30     | 10     | 12     | 8      | 36     | 33     | +3 |
| Coppa Italia      | -     | 3       | 0       | 1       | 2       | 1       | 9       | 3            | 1            | 0            | 2            | 1            | 2            | 6      | 1      | 1      | 4      | 2      | 11     | -9 |
| Coppa delle Coppe | -     | 1       | 1       | 0       | 0       | 2       | 1       | 1            | 0            | 0            | 1            | 1            | 2            | 2      | 1      | 0      | 1      | 3      | 3      | 0  |
| Totale            |       | 19      | 8       | 7       | 4       | 23      | 25      | 19           | 4            | 6            | 9            | 18           | 22           | 38     | 12     | 13     | 13     | 41     | 47     | -6 |

### Statistiche dei giocatori
| Giocatore       | Serie A  | Serie A | Serie A     | Serie A    | Coppa Italia | Coppa Italia | Coppa Italia | Coppa Italia | Coppa delle Coppe | Coppa delle Coppe | Coppa delle Coppe | Coppa delle Coppe | Totale   | Totale | Totale      | Totale     |
| Giocatore       | Presenze | Reti    | Ammonizioni | Espulsioni | Presenze     | Reti         | Ammonizioni  | Espulsioni   | Presenze          | Reti              | Ammonizioni       | Espulsioni        | Presenze | Reti   | Ammonizioni | Espulsioni |
| --------------- | -------- | ------- | ----------- | ---------- | ------------ | ------------ | ------------ | ------------ | ----------------- | ----------------- | ----------------- | ----------------- | -------- | ------ | ----------- | ---------- |
| A. Adani        | 19       | -21     | ?           | ?          | ?            | ?            | ?            | ?            | -                 | -                 | -                 | -                 | 19+      | -21+   | 0+          | 0+         |
| F. Battisodo    | 11       | 0       | ?           | ?          | ?            | ?            | ?            | ?            | 2                 | 0                 | ?                 | ?                 | 13+      | 0+     | ?           | ?          |
| M. Bellugi      | 23       | 0       | ?           | ?          | ?            | ?            | ?            | ?            | 2                 | 0                 | ?                 | ?                 | 25+      | 0+     | ?           | ?          |
| M. Brugnera     | 5        | 0       | ?           | ?          | ?            | ?            | ?            | ?            | 1                 | 0                 | ?                 | ?                 | 6+       | 0+     | ?           | ?          |
| G. Bulgarelli   | 18       | 1       | ?           | ?          | ?            | ?            | ?            | ?            | 1                 | 0                 | ?                 | ?                 | 19+      | 1+     | ?           | ?          |
| S. Buso         | 11       | -12     | ?           | ?          | ?            | ?            | ?            | ?            | 2                 | -3                | ?                 | ?                 | 13+      | -15+   | ?           | ?          |
| V. Caporale     | 9        | 0       | ?           | ?          | ?            | ?            | ?            | ?            | 1                 | 0                 | ?                 | ?                 | 10+      | 0+     | ?           | ?          |
| F. Colomba      | 5        | 1       | ?           | ?          | ?            | ?            | ?            | ?            | -                 | -                 | -                 | -                 | 5+       | 1+     | 0+          | 0+         |
| F. Cresci       | 30       | 3       | ?           | ?          | ?            | ?            | ?            | ?            | 2                 | 0                 | ?                 | ?                 | 32+      | 3+     | ?           | ?          |
| G. Ferrara      | 4        | 1       | ?           | ?          | ?            | ?            | ?            | ?            | -                 | -                 | -                 | -                 | 4+       | 1+     | 0+          | 0+         |
| G. Fiorini      | 4        | 1       | ?           | ?          | ?            | ?            | ?            | ?            | -                 | -                 | -                 | -                 | 4+       | 1+     | 0+          | 0+         |
| P. Ghetti       | 26       | 2       | ?           | ?          | ?            | ?            | ?            | ?            | 2                 | 0                 | ?                 | ?                 | 28+      | 2+     | ?           | ?          |
| F. Landini (II) | 23       | 6       | ?           | ?          | ?            | ?            | ?            | ?            | 2                 | 0                 | ?                 | ?                 | 25+      | 6+     | ?           | ?          |
| C. Maselli      | 30       | 0       | ?           | ?          | ?            | ?            | ?            | ?            | 2                 | 0                 | ?                 | ?                 | 32+      | 0+     | ?           | ?          |
| L. Massimelli   | 21       | 1       | ?           | ?          | ?            | ?            | ?            | ?            | 2                 | 0                 | ?                 | ?                 | 23+      | 1+     | ?           | ?          |
| A. Paris        | 20       | 0       | ?           | ?          | ?            | ?            | ?            | ?            | -                 | -                 | -                 | -                 | 20+      | 0+     | 0+          | 0+         |
| E. Pecci        | 24       | 1       | ?           | ?          | ?            | ?            | ?            | ?            | 1                 | 0                 | ?                 | ?                 | 25+      | 1+     | ?           | ?          |
| A. Rimbano      | 4        | 0       | ?           | ?          | ?            | ?            | ?            | ?            | -                 | -                 | -                 | -                 | 4+       | 0+     | 0+          | 0+         |
| T. Roversi      | 27       | 0       | ?           | ?          | ?            | ?            | ?            | ?            | 2                 | 0                 | ?                 | ?                 | 29+      | 0+     | ?           | ?          |
| G. Savoldi (I)  | 28       | 15      | ?           | ?          | ?            | ?            | ?            | ?            | 2                 | 3                 | ?                 | ?                 | 30+      | 18+    | ?           | ?          |
| C. Trevisanello | 7        | 1       | ?           | ?          | ?            | ?            | ?            | ?            | -                 | -                 | -                 | -                 | 7+       | 1+     | 0+          | 0+         |
| R. Vieri        | 2        | 0       | ?           | ?          | ?            | ?            | ?            | ?            | 1                 | 0                 | ?                 | ?                 | 3+       | 0+     | ?           | ?          |